# Monkey Business (Band)
Monkey Business ist eine tschechische Funk- und Popband um Roman Holý. Die Band wurde 1999 gegründet.

## Diskografie

### Alben
- 2000: Why Be IN When You Could Be OUT
- 2001: Why Be OUT When You Could Be IN
- 2001: Save the Robots
- 2003: Resistance Is Futile
- 2005: Kiss Me on My Ego
- 2007: Objects of Desire and other Complications
- 2009: Twilight of Jesters
- 2013: Happiness of Postmodern Age
- 2015: Sex and sport? Never!

### DVDs
- 2004: Lazy Youth Old Beggars
- 2007: Peeing with the Proletariat

## Auszeichnungen
- 2000: Rock & Pop Wahlen des Jahres (Tschechische Republik) – Inlands-newcomer
- 2001: Preise der Akademie für populäre Musik – Newcomer des Jahres; Band des Jahres
- 2001: Rock & Pop Wahlen des Jahres (Tschechische Republik) – Band des Jahres
- 2003: Anděl – Album des Jahres (Pop) – (Resistance Is Futile)
- 2004: Anděl – DVD des Jahres – (Lazy Youth Old Beggars)
- 2006: Anděl – Die beste Gruppenalbumaufnahme und das Album des Jahres – (Kiss Me On My Ego)
- 2009: Anděl – Band des Jahres